# Urelytrum annuum
Urelytrum annuum là một loài thực vật có hoa trong họ Hòa thảo. Loài này được Stapf miêu tả khoa học đầu tiên năm 1908.

## Tên gọi khác
- Urelytrum annuum
- Annual Urelytrum
- Annual Jointgrass

## Đặc điểm
Urelytrum annuum có hoa nhỏ 4 cánh màu vàng. Hạt nhỏ và màu nâu, có bề mặt nhám. Cây con nhỏ, có một thân đơn với các lá hình bầu dục nhỏ.

## Công dụng
Loài cây này có nhiều công dụng khác nhau như:
- Dùng làm thức ăn gia súc
- Ổn định dinh dưỡng cho đất
- Cây cảnh

## Trồng trọt và nhân giống
Urelytrum annuum là loại cây phát triển nhanh, ít tốn công chăm sóc, có thể nhân giống bằng cách chiết cành hoặc giâm cành. Nó thích sống ở nơi có đất thoát nước tốt và đầy đủ nắng, có thể được trồng trong chậu hoặc trực tiếp trên đất. Loài cây này cần được tưới được thường xuyên và bón phân cân đối để cây phát triển tốt. Vào cuối mùa đông hoặc đầu mùa xuân nên cắt tỉa lại cành cây để kích thích sự phát triển.

## Phân bổ
Urelytrum annuum thường được tìm thấy ở những vùng ôn đới ấm áp như Châu Âu, Châu Á, Bắc Mỹ... ở những cánh đồng cỏ ẩm ướt, vùng đầm lầy hoặc dọc các dòng suối ở miền Tây Hoa Kỳ.